# Capela do Senhor dos Passos (São Brás de Alportel)
A Capela do Senhor dos Passos é um edifício religioso, situado no Concelho de São Brás de Alportel do Distrito de Faro, em Portugal.

## Caracterização
Pode ser encontrado, no seu interior, um conjunto de talha dourada, datado da segunda metade do Século XVIII.